# Patellapis punctifrons
Patellapis punctifrons is een vliesvleugelig insect uit de familie Halictidae. De wetenschappelijke naam van de soort is voor het eerst geldig gepubliceerd in 1984 door Pauly.